# Sugoi Uriarte

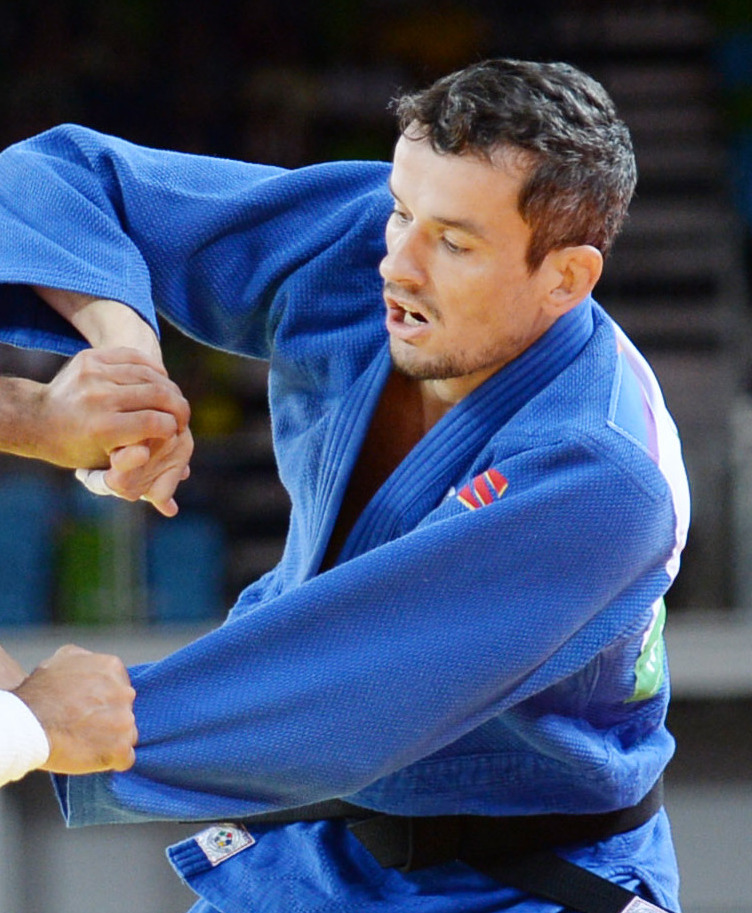
Sugoi Uriarte bei den Olympischen Spielen 2016

Sugoi Uriarte Marcos (* 14. Mai 1984 in Vitoria-Gasteiz) ist ein ehemaliger spanischer Judoka. Er war Zweiter der Europameisterschaften 2009 und Europameister 2010.

## Sportliche Karriere
Der 1,72 m große Sugoi Uriarte kämpfte im Halbleichtgewicht, der Gewichtsklasse bis 66 Kilogramm. 2006 war er Dritter der U23-Europameisterschaften. 2007 erreichte er das Finale bei der Universiade in Bangkok und unterlag dem Aserbaidschaner Ramil Gasimov. 2008 gewann Uriarte seinen einzigen spanischen Meistertitel. Im gleichen Jahr gewann er auch das zum Weltcup gehörende Turnier in Madrid. 2009 erreichte er das Finale beim Grand Slam in Moskau und verlor gegen den Mongolen Chaschbaataryn Tsagaanbaatar. Drei Monate später erreichte Uriarte bei den Weltmeisterschaften in Rotterdam das Finale mit Siegen über den Südkoreaner An Jeong-hwan im Viertelfinale und den Ungarn Miklós Ungvári im Halbfinale. Im Finale traf er auf Chaschbaataryn Tsagaanbaatar und erhielt Silber wie drei Monate zuvor. 
Bei den Europameisterschaften 2010 in Wien erreichte Uriarte das Finale mit einem Halbfinalsieg über den Österreicher Andreas Mitterfellner, im Finale bezwang er Miklós Ungvári. Bei den Weltmeisterschaften 2010 in Tokio unterlag Uriarte im Halbfinale dem Brasilianer Leandro Cunha. Im Kampf um Bronze verlor er gegen Chaschbaataryn Tsagaanbaatar. Uriartes größter Erfolg des Jahres 2011 war das Erreichen des Finales beim Grand Slam in Rio de Janeiro, dort unterlag er dem Russen Musa Moguschkow. 2012 startete Uriarte bei den Olympischen Spielen in London. Nach vier Siegen unterlag er im Halbfinale gegen Miklós Ungvári, den Kampf um Bronze verlor er gegen den Südkoreaner Cho Jun-ho. 
2013 siegte Uriarte bei den Mittelmeerspielen in Mersin. Bei den Weltmeisterschaften 2013 in Rio de Janeiro belegte er den siebten Platz. 2014 war er Fünfter der Europameisterschaften in Montpellier. Bei den im Rahmen der Europaspiele 2015 in Baku ausgetragenen Europameisterschaften 2015 schied er im Achtelfinale gegen den Weißrussen Dsmitryj Scherschan aus. Uriarte belegte 2015 und 2016 jeweils den dritten Platz beim Grand Slam in Baku. Zum Abschluss seiner Karriere trat er bei den Olympischen Spielen 2016 in Rio de Janeiro an, schied aber in seinem ersten Kampf gegen Nicat Şıxəlizadə aus Aserbaidschan aus.